# Mitogen
Mitogen – związek chemiczny lub inny czynnik indukujący mitozę komórek, w tym zwłaszcza komórek układu odpornościowego. Nazwą równie często funkcjonującą jest aktywator poliklonalny.
Każdy antygen pobudza do proliferacji na ogół bardzo mały odsetek (mniej niż 1%) spośród danej populacji limfocytów. Mitogeny znacznie ten odsetek zwiększają.
Pod wpływem działania mitogenów zachodzi transformacja blastyczna limfocytu, w której spoczynkowy limfocyt znajdujący się w fazie G0 podziałowego cyklu komórkowego wchodzi w fazę G1, zwiększa swoją objętość stając się limfoblastem, z bogatą w organelle cytoplazmą i ze zwiększoną zawartością RNA, aby w fazie S podwoić ilość swojego materiału genetycznego, a następnie móc ulec podziałowi.
Istnieją odmienne poliklonalne mitogeny dla limfocytów T oraz B. Przyjąć można, że największa ich populacja (mitogenów) należy do lektyn. Determinują one zlepianie się komórek, co często prowadzi do ich pobudzenia.
Mitogeny stymulujące limfocyty T to między innymi: Konkanawalina A (Con A); Fitohemaglutynina (PHA); Mitogen szkarłatki (PWM); Przeciwciała anty-CD3;
Mitogeny stymulujące limfocyty B to między innymi: Mitogen szkarłatki (PWM); Lipopolisacharyd (LPS); Przeciwciała anty-Ig; Białko gronkowcowe A;
Wynikiem pojawienia się np. w krwiobiegu LPS, jest uwolnienie znacznej ilości cytokin, co skutkuje inicjacją sepsy.
Często właściwości czynników mitogennych posiadają cytokiny, dlatego że cytokineza jest związana z podziałem jądra. Nie zawsze jednak podział jądra, mitoza, doprowadza do podziału komórki powstają wtedy wielojądrowe komórki inaczej zwane komórczakami.